# Prajopawesa
Prajopawesa (w sanskrycie: Decyzja o śmierci przez zagłodzenie, ang. Prayopavesa) – forma samobójstwa w hinduizmie, polegająca na dobrowolnym zagłodzeniu się na śmierć. Stosowana jest także jako forma eutanazji w przypadku śmiertelnej choroby lub znacznego kalectwa. Podobna praktyka istnieje wśród wyznawców dżinizmu i nazywana jest przez nich santhara.

## Pochodzenie
Hinduizm stanowczo podkreśla świętość każdego życia. Szczególnie cenione jest życie człowieka, które umożliwia wiecznej duszy (atmanowi) osiągnięcie wyzwolenia (moksza etc.) i którego zazdroszczą ludziom nawet bogowie. Hinduizm potępia wszelkie formy zabójstwa, w tym także samobójstwo osób "niespełnionych", tj. takich, które nie przeżyły wszystkiego, co im było przeznaczone. Takie samobójstwa są uważane za przeszkodę na drodze rozwoju duszy i za źródło złej karmy.

### Różnica między prajopawesą a samobójstwem
Hinduizm uznaje, że prajopawesa nie jest samobójstwem, ponieważ nie stosuje przemocy i dokonana jest naturalnymi metodami. W odróżnieniu od typowego nagłego samobójstwa jest procesem długotrwałym i stopniowym, który pozwala danej osobie i jej otoczeniu przygotować się na śmierć. Ponadto stosowana jest tylko wtedy, kiedy przychodzi właściwy czas na zakończenie życia tzn. kiedy ciało wypełniło swoje zadanie i stało się tylko ciężarem. Podczas gdy samobójstwo wiąże się z frustracją, depresją lub gniewem, prajopawesa jest pogodzeniem się z losem. Z powyższych powodów prajopawesa nie jest również uważana za formę eutanazji, czyli zabójstwa w rozumieniu chrześcijańskim.

## Warunki i reguły prajopawesy
Prajopawesa podlega ścisłym regułom; może być dokonana wyłącznie przez osobę, która nie ma już żadnej ambicji ani celu oraz nie posiada żadnych zobowiązań w swoim życiu. Taka decyzja musi być ogłoszona publicznie ze znacznym wyprzedzeniem czynu. Określone są też przypadki stosowania prajopawesy: niemożność utrzymania ciała w czystości, nieunikniona śmierć, lub wyjątkowo złe warunki egzystencji (które wymagają potwierdzenia przez lokalną społeczność).

## Przykłady
- Mędrzec Śuka, syn Wjasy objawił Bhagawatapuranę królowi Parikszitowi, kiedy ten był w trakcie dokonywania prajopawesy[8].

- W listopadzie 2001, Satguru Sivaya Subramuniyaswami, hinduski przywódca religijny urodzony w Kalifornii dowiedział się, że jest nieuleczalnie chory na nowotwór jelit. Po długim namyśle zadecydował, że będzie przyjmować tylko środki przeciwbólowe i powstrzyma się od jedzenia. Subramuniyaswami zmarł w 32 dniu stosowania prajopawesy[5].
- Swami Hariharananda Aranja